# Robert McCormick Adams
Robert McCormick Adams (Chicago, 23 luglio 1926 – Chula Vista, 27 gennaio 2018) è stato un archeologo e antropologo statunitense.

## Biografia

### Educazione
Nato a Chicago, Illinois, nel 1926, frequentò la Francis W. Parker School diplomandosi nel 1943. Ottenne il dottorato nel 1957 dall'università di Chicago dove lavorò come membro della facoltà. È stato direttore dell'Oriental Institute all'università di Chicago dal 1962 al 1968 e dal 1981 al 1983. Tra il 1975 e il 1984 ricoprì la carica di Harold Swift Distinguished Professor of Anthropology, e la carica di provost dell'università di Chicago tra il 1982 e il 1984.

### Smithsonian
Adams fu il 9º segretario dello Smithsonian. Nominato il 17 settembre 1984, succedette a Sidney Dillon Ripley alla guida di un'istituzione che contava 13 musei, uno zoo nazionale, nonché istituti di ricerca scientifica e culturale in nove stati e nella Repubblica di Panama. Il suo lavoro aveva l'obiettivo di preparare lo Smithsonian al XXI sec., focalizzandosi su borse di studio, l'incentivazione di programmi pubblici, nonché enfatizzare una più ampia rappresentanza e un maggiore coinvolgimento delle diverse comunità etniche e culturali nell'istituto e nei suoi programmi.
Supervisionò la realizzazione del Quadrilatero, un progetto edile che unì due musei e diversi uffici in un'unica struttura, inoltre iniziò il processo di ristrutturazione delle strutture esistenti, inclusa la Freer Gallery of Art, la costruzione del Mathias Laboratory allo Smithsonian Environmental Research Center e dell'Earl S. Tupper Research and Conference Center allo Smithsonian Tropical Research Institute di Panama.
Nel 1986 crea lo Smithsonian Cultural Education Committee per promuovere la diversità in ogni aspetto dello Smithsonian. Il comitato era formato da 12 a 18 membri esterni allo Smithsonian e focalizzava il suo lavoro sui programmi educativi del decennio successivo, sulla diversità ad ogni livello dell'istituzione, sul monitoraggio e la responsabilità verso gli sforzi per l'inclusione, la sensibilizzazione al pluralismo culturale nei programmi espositivi e la sensibilizzazione pubblica. Inizialmente fu diretto da Jeannine Smith Clark, membro dello Smithsonian Board of Regents, l'uinca donna afroamericana del consiglio.
Nel 1990 firmò un accordo con Anthony M. Frank, il direttore generale del servizio postale americano, per la rilocalizzazione della collezione nazionale filatelica nella nuova sede del Museo Nazionale delle Poste.

### Ultimi anni
Adams si ritirò dallo Smithsonian dopo 10 anni di servizio nel 1994 e ritornò all'attività accademica come professore aggiunto all'università della California, San Diego, fino al momento della sua morte.

## Onorificenze e riconoscimenti
- Golden Plate Award dall'American Academy of Achievement nel 1988[9]
- Encomio per il servizio meritevole dalla Society for American Archaeology nel 1996[4]
- Gold Medal Award dall'Archaeological Institute of America nel 2002[4]

## Attività scientifica
Il suo lavoro si focalizzò principalmente sulla storia agricola e urbana del Vicino e Medio Oriente, nonché sullo studio dello schema degli insediamenti da un punto di vista geografico ed archeologico.

## Contributi scientifici

### Pubblicazioni[3][10]
- City Invincible (1960)
- Land behind Baghdad (1965)
- The Evolution of Urban Society (1966)
- The Uruk Countryside (1967)
- Heartland of Cities (1981)
- Smithsonian Horizons: information storage and retrieval system (1985)
- Paths of Fire (1996)